# Брегово (община)
Брегово (болг. Община Брегово) — община у Болгарії. Входить до складу Видинської області. Населення становить 5 731 особа (станом на 15 березня 2016 р.). Адміністративний центр громади — однойменне місто.